# Даубах (Гунсрюк)
Даубах (нім. Daubach) — громада в Німеччині, розташована в землі Рейнланд-Пфальц. Входить до складу району Бад-Кройцнах. Складова частина об'єднання громад Бад-Зобернгайм.
Площа — 2,91 км2. Населення становить 237 ос. (станом на 31 грудня 2020).

## Галерея

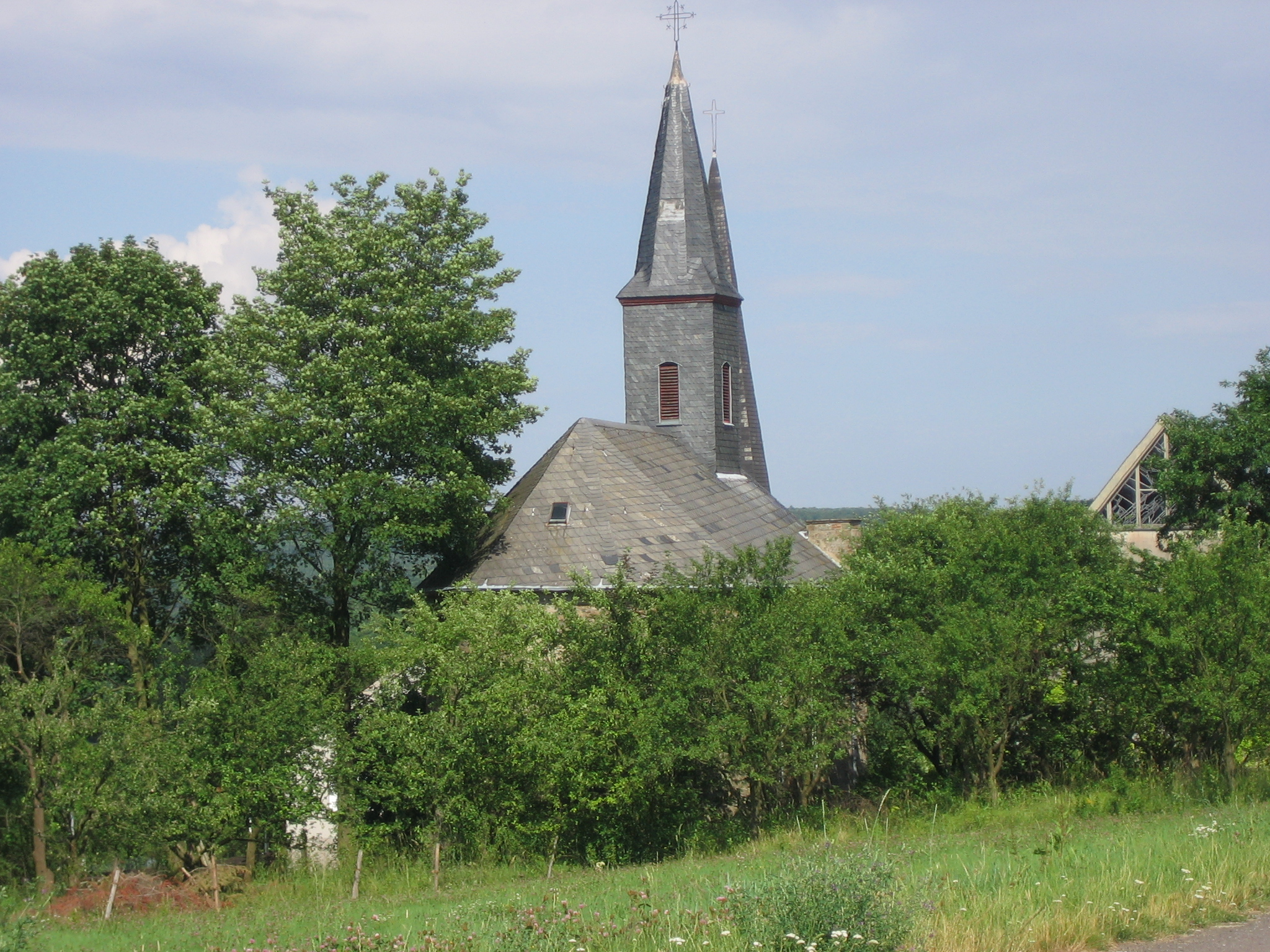